# 萊特爾溪 (加利福尼亞州)
萊特爾克里克（英語：Lytle Creek）是位於美國加利福尼亞州聖貝納迪諾縣的一個人口普查指定地區。

## 地理
萊特爾克里克的座標為34°15′33″N 117°29′57″W / 34.25917°N 117.49917°W，而該地最高點為海拔高度1042米（即3419英尺）。

## 人口
根據2010年美國人口普查的數據，萊特爾克里克的面積為15.586平方千米，當中陸地面積為15.586平方千米，而水域面積為0.000平方千米。當地共有人口701人，而人口密度為每平方千米44人。